# حقوق
حقوق مجموعه قواعدی است که از طریق مؤسسات اجتماعی یا دولتی، جهت تنظیم رفتار، ایجاد و اعمال می‌شود. دانش حقوق، دانش تحلیل و سیر تحول قواعد حقوقی است. همچنین حقوق مجموعه قوانین و مقرراتی است که حاکم و ناظر بر روابط افراد و اشخاص هستند. از حقوق در معنای امتیازی که شخص برای جامعهٔ معینی دارد، به حقوق فردی تعبیر می‌شود.

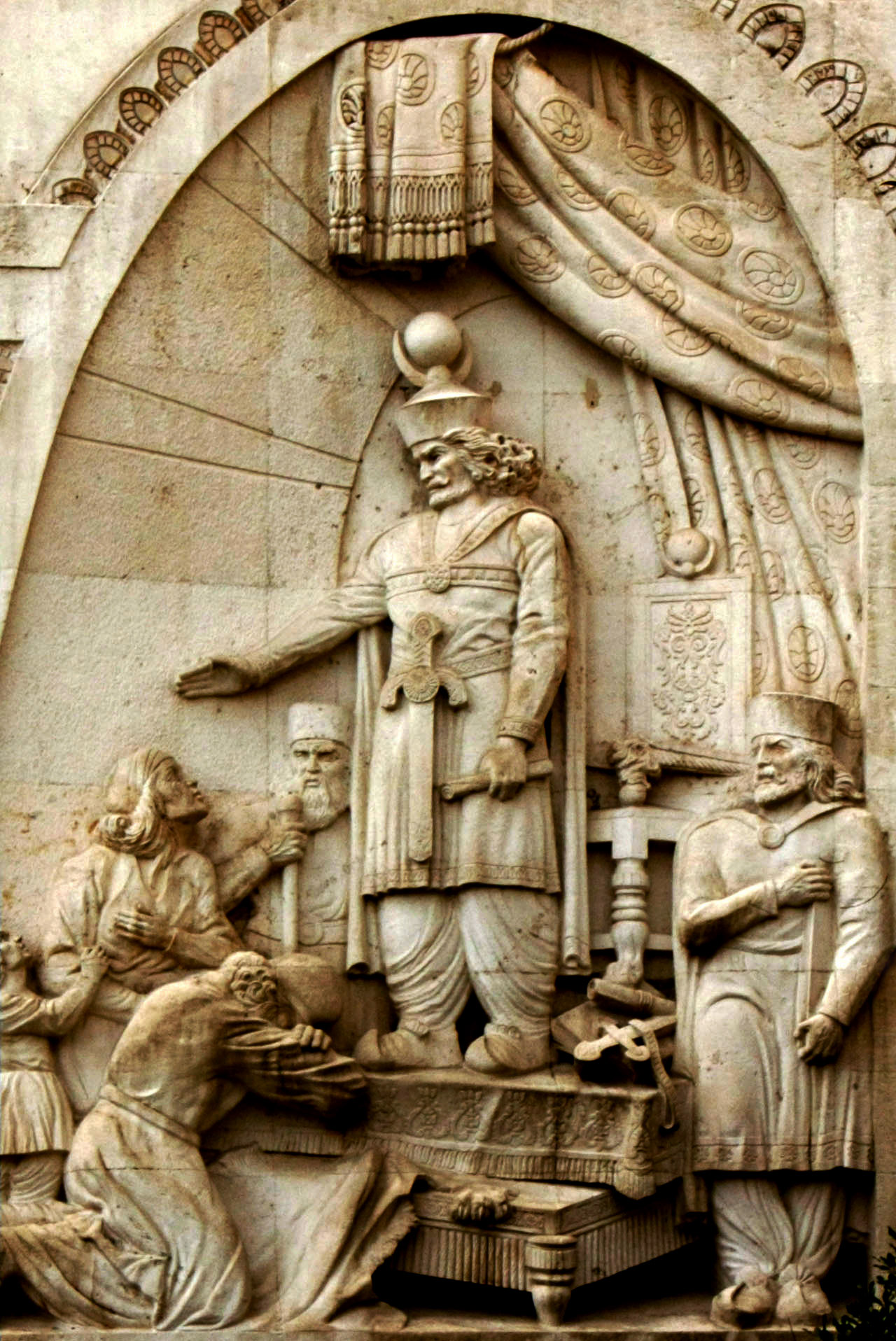
یادمان انوشیروان دادگر در کاخ دادگستری تهران.

حقوق در نظام‌های حقوقی ملی به روش‌های مختلفی ایجاد می‌شود؛ از راه وضع یا نسخ قانون (قانون‌گذاری) توسط قوهٔ مقننه، از طریق صدور آیین‌نامه‌ها و بخشنامه‌های دولتی در قوهٔ مجریه، و تصمیمات قضایی الزام‌آور در قوهٔ قضائیه (که این روش آخر در نظام‌های کامن لا اهمیت بیشتری دارد). اشخاص خصوصی هم می‌توانند قراردادهای الزام‌آور قانونی را میان خود ایجاد کنند و در برخی وضعیت‌ها با توافق یکدیگر سیستم‌های میانجی‌گری را جایگزین فرایند معمول دادگستری کنند. قانون اساسی نقش انکارناپذیری در شکل‌گیری و ساماندهی هر کشور دارد و نظام حقوقی نیز به نوبه خود شکل‌دهندهٔ سیاست، اقتصاد و جامعه است و روابط میان افراد را هدایت می‌کند.
سامانه‌های حقوقی گوناگونی در کشورهای جهان وجود دارد اما بیشتر آن‌ها در یک راستا هستند و به‌طور کلی به چهار دسته به‌نام‌های قانون مدنی، کامن لا، عرفی و نوشته تقسیم می‌شوند.

## شاخه‌های دانش حقوق
علم حقوق را از لحاظ رابطه به دو دستهٔ خصوصی و عمومی تقسیم‌بندی می‌کنند. حقوق خصوصی حاکم بر روابط افراد با یکدیگر است و حقوق عمومی به «تنظیم روابط دولت با افراد جامعه و بالعکس در سطوح کلان و با هدف تأمین نظم و امنیت عمومی می‌پردازد».
حقوق مدنی شعبهٔ اصلی حقوق خصوصی است. حقوق تجارت، حقوق خانواده و حقوق مالکیت فکری از شعب دیگر حقوق خصوصی محسوب می‌شوند.
از تقسیمات حقوقی تازه می‌توان به حقوق بیمار، حقوق معادن و حقوق فلزات نیز اشارهٔ خاص نمود.
حقوق عمومی شامل قواعدی است که بر روابط دولت و مردم حکومت می‌کند و همچنین سازمان‌های دولتی را نظم می‌بخشد. حقوق اساسی و حقوق اداری دو شعبهٔ اصلی حقوق عمومی هستند. حقوق جزا هرچند به لحاظ فنی بخشی از حقوق عمومی است اما معمولاً به عنوان یک رشتهٔ جداگانه در نظر گرفته می‌شود.
در این بین برخی از رشته‌های تازه و البته تخصصی همچون حقوق محیط زیست، حقوق تجارت بین‌الملل، حقوق بیمار، حقوق رسانه، حقوق فلزات، حقوق بیمه، حقوق ترابری، حقوق سردفتری، حقوق ارتباطات، حقوق اقتصادی، حقوق خانواده، حقوق بشر، حقوق بیمار، حقوق کار و… به وجود آمده‌اند.

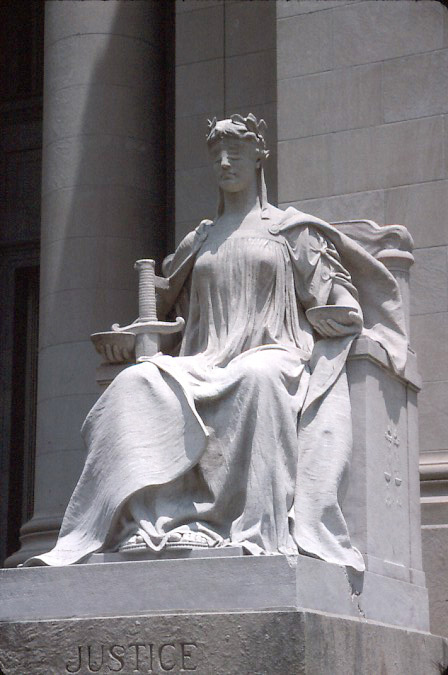
پیکرهٔ بانوی عدالت زینت‌بخش بسیاری از کاخ‌های دادگستری در سراسر جهان است. او شمشیر و ترازویی در دستان خود و چشم‌بندی بر دیدگانش دارد.

### از جهت قلمرو اجرایی
علم حقوق به لحاظ قلمرو اجرا به دو گروه حقوق داخلی و حقوق بین‌الملل تقسیم می‌شود. حقوق داخلی مجموعه قواعدی است که بر دولت معین حکومت می‌کند، و در آن از روابطی گفتگو می‌شود که هیچ عامل خارجی درآن‌ها نیست. به عنوان مثال، اگر دو ایرانی مالی را که در ایران واقع است مورد معامله قرار دهند، حقوق داخلی ایران بر رابطهٔ آنان حاکم است. حقوق بین‌الملل به مجموع قواعد و اصولی که دولت‌ها در روابط خود با یکدیگر از آن استفاده می‌کنند گفته می‌شود.

## حقوق در ایران
حقوق در ایران برگرفته از حقوق اسلامی و حقوق رومی-ژرمنی (به‌طور خاص حقوق فرانسه) است. حقوق اسلام حقوق مذهبی است، یعنی قواعد آن از شریعت اسلام و دیگر آموزه‌ها سرچشمه گرفته است و از نظر روش استنباط حکم و وسایل فنی آن، با سیستم رومی-ژرمنی شباهت بیشتری دارد تا با سیستم کامن‌لا.
برخلاف عقیدهٔ بسیاری از حقوق دانان که معتقدند نظام حقوقی ایران یک نظام فقهی مَحض است، نظام حقوقی ایران ترکیبی از نظام حقوقی کامن‌لا و رومی-ژرمن است؛ زیرا اهمیت رویهٔ قضایی و اصل آن را در نظام حقوقی ایران نمی‌توان انکار نمود. آرای وحدت رویه در حکم قانون است، بنابراین در موارد خاصی می‌توان به آن‌ها استناد نمود. در موارد بسیاری به دلیل سکوت قانون رویهٔ قضایی به ناچار دست به کار شده و به صدور آرای وحدت رویه اقدام می‌کند که در نتیجهٔ آن احکام دادگاه‌ها منتشر شده و در موارد مشابه بعدی مورد استناد قرار خواهد گرفت.

## گرایش‌های تحصیلی
برخی از گرایش‌های تحصیلی رشتهٔ حقوق در مقطع کارشناسی ارشد در ایران عبارت‌اند از:
| - ۱_حقوق خصوصی - ۲_حقوق جزا و جرم‌شناسی - ۳_حقوق بین‌الملل - ۴_حقوق عمومی - ۵_حقوق بشر - ۶_حقوق مالکیت فکری - ۷_حقوق محیط زیست - ۸_حقوق اقتصادی - ۹_ حقوق تجارت بین‌الملل - ۱۰_معارف اسلامی و حقوق - ۱۱_ حقوق ارتباطات - ۱۲_ حقوق تجاری اقتصادی بین‌المللی - ۱۳_ حقوق سر دفتری - ۱۴_ حقوق ثبت اسناد و املاک - ۱۵_ حقوق اسناد و قراردادهای تجاری - ۱۶_ حقوق حمل و نقل - ۱۷_ فقه و حقوق خصوصی - ۱۸_ حقوق کیفری اطفال و نوجوانان - ۱۹_ مدیریت اصلاح و کیفرهای قضایی - ۲۰_ فقه و حقوق جزا - ۲۱_ مدیریت نظارت و بازرسی - ۲۲_ مدیریت دادگستری - ۲۳_ حقوق دادرسی اداری - ۲۴_ حقوق خانواده - ۲۵_ حقوق شرکت‌های تجاری - ۲۶_ فقه و حقوق اقتصادی - ۲۷_ حقوق نفت و گاز - ۲۸_ حقوق مالی _ اقتصادی - ۲۹_ حقوق تجارت الکترونیکی - ۳۰_ مدیریت ثبت اسناد و املاک |

## تصمیمات دادگاه
در نظام‌های حقوقی مبتنی بر رویهٔ قضایی، آرای دادگاه در بیشتر موارد توسط هیئت منصفه تصمیم گرفته می‌شود. اما در نظام‌های حقوقی مدون از جمله ایران آرای دادگاه که توسط قاضی رسیدگی‌کننده به پرونده صادر می‌شود به دو صورت است: حُکم و قرار.

### تفاوت حکم و قرار
چنانچه رأی دادگاه راجع به ماهیت دعوا بوده و همچنین قاطع دعوا باشد حکم نامیده می‌شود.
اما چنانچه رأی دادگاه قاطع دعوا چه به صورت کلی یا جزئی نباشد قرار نامیده می‌شود. مانند: قرار تأمین خواسته، قرار دستور موقت و سایر قرارهای اعدادی؛ بنابراین تنها تفاوت میان حکم و قرار در قاطعیت آن‌ها راجع به ماهیت دعوا است.

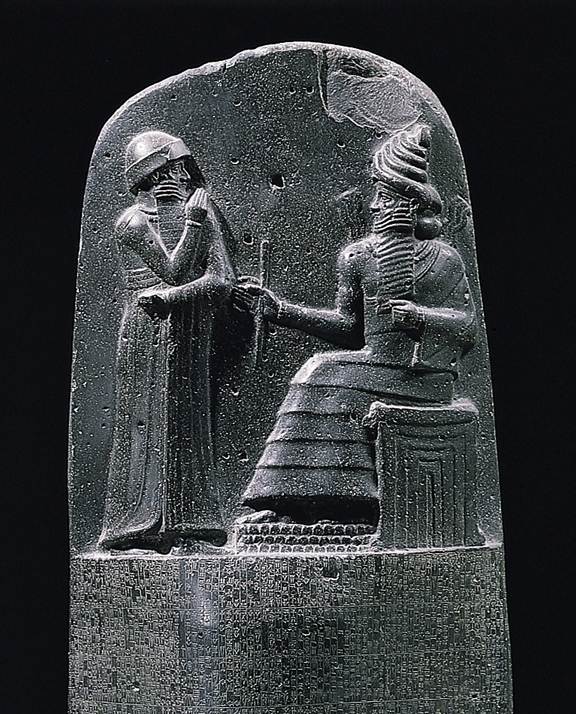
حمورابی شاه بابِل مجموعه قوانین خود را به شَمَش خدای آفتاب تحویل می‌دهد.

### اقسام قرار
در امور حقوقی قرار به صورت زیر دسته‌بندی می‌شود:
1. قرار اعدادی یا مقدماتی
2. قرار نهایی
3. قرار موقتی یا قرار توقیفی
4. قرار اجباری و الزام‌کننده یا تهدید

### انواع قرار مقدماتی
- قرار ارجاع امر به کارشناسی : قراری است که بعلت نیاز به اظهار نظر کارشناس و یا اخذ مشاوره از اهل خبره صادر میشود
- قرار تحقیق و معاینه محلی : چنانچه بعلت وضع خاص پرونده نیاز باشد تا دادرس از محل بازدید نماید یا نیاز به تحقیقاتی در محل باشد این قرار صادر میشود
- قرار استماع گواهی و شهادت شهود : چنانچه در عداد دلیل جهت اثبات امری یا نفی موضوعی نیاز به ادای شهادت باشد این قرار صادر میگردد.
- قرار اتیان سوگند : چنانچه جهت اثبات ادعا یا رد ادعا دلیل دیگری وجود نداشته باشد در این صورت از سوگند استفاده میشود.

### انواع قرار نهایی
- قرار منع پیگرد (تعقیب): این قرار در دعاوی کیفری یا انتظامی صادر میگردد و دلالت بر جرم نبودن عمل یا فقدان ادله دارد.
- قرار موقوفی تعقیب : این قرار در دعاوی کیفری یا انتظامی صادر میگردد و دلالت بر عدم امکان پیگرد بعلل قانونی مانند مرور زمان و فوت متهم یا جنون وی دارد همچنین در مواردی که به موضوع کیفری قبلا رسیدگی و حکم صادر شده باشد و مجددا طرح دعوی شده باشد از این قرار استفاده میشود.
- قرار جلب دادرسی: بعد از احراز انتساب و تحقق بزه توسط دادسرا یا دادگاه بذای ارسال پرونده به دادگاه صالح جهت صدور حکم صادر میگردد.

## تاریخچه
ملاحظات خاص در تعریف مشخص از حقوق، در دوران مختلف تاریخ، بارها تغییر کرده است. در بسیاری موارد، تعریف یک گروه از حقوق، در تضادی قهرآمیز با سایر گروه‌ها قرار داشت. در حوزهٔ سیاسی، هرگاه موضوع حقوق، از نظر تاریخی اهمیت داشت، قوانین اساسی کشورها به تعیین حقوق مدنی اشخاص می‌پرداختند. 
در طول تاریخ، بسیاری از مفاهیم حقوقی، مقتدرانه و دارای سلسله‌مراتب هرمی بودند. تناسب حقوقی در ارتباط میان افراد، وجود نداشت و حق یک فرد می‌توانست، بارها از حقوق دیگران بیشتر باشد. برای مثال، وظیفهٔ پسر، در احترام به پدر، بر اساس حق پسر، به دریافت مراقبت پدرانه، تعریف نمی‌شد. یا حقوق مسلم پادشاه، حق متقابلی را برای زیردستان، تضمین نمی‌کرد.
در مقایسه، تعریف حقوق در نسخه‌های جدید، به روال انقلاب آمریکا و فرانسه، بر آزادی و برابری تأکید می‌کند.

### اسناد حقوقی تاریخی
نمونه‌هایی از اسناد مهم در تاریخ سیاسی حقوق عبارت‌اند از:
- شاهنشاهی هخامنشی در ایران باستان، در قرن ششم قبل از میلاد، اصول بی‌سابقه‌ای را به عنوان حقوق بشر بنیان گذاشت. پس از فتح بابِل، در سال ۵۳۹ قبل از میلاد، به فرمان پادشاه وقت کوروش بزرگ، منشور حقوق بشر بر استوانه‌ای نگاشته شد. استوانه‌ای که در سال ۱۸۷۹ میلادی برابر با ۱۲۵۸ خورشیدی، کشف شد و امروزه توسط بسیاری اولین سندی به حساب می‌آید که حقوق بشر را در دستور کار قرار داده است.[۱۰][۱۱][۱۲]
- میثاق مدینه در عربستان، در سال ۶۲۲م، قوانینی را در تعیین حقوق مؤمنان، مسلمانان، یهودیان، مسیحیان و پیروان دیگر ادیان آسمانی وضع کرد.[۱۳]
- منشور کبیر در سال ۱۲۱۵م، به تصویب رسید و حقوق پادشاه انگلستان را محدود کرد و بر وظایف پادشاه در قبال منافع مالکان زمین و اشراف، تأکید کرد. به عقیدهٔ بسیاری، این وظایف بعدها، تعمیم پیدا کرد و مبنای رعایت حقوق مردم عادی و از جمله حق برخورداری از محاکمهٔ عادلانه، قرار گرفت.[۱۴]
- اعلامیهٔ حقوق ۱۶۸۹، تصریح کرد که همهٔ اهالی انگلستان، طبق تعریف پارلمان انگلستان، دارای حقوق مدنی و سیاسی مشخصی هستند.
- اعلامیهٔ حقوق ویرجینیا، در سال۱۷۷۶م، حقوق ذات طبیعی انسان را یادآور شد و تفکیک قوا را تعریف کرد.
- اعلامیهٔ استقلال ایالات متحدهٔ آمریکا در سال ۱۷۷۶م، حقوق انسان را به اختصار، شامل و اما نه محدود به حق زندگی، آزادی و جستجوی خوشبختی تبیین کرد. سه اصلی که بعدها مبنای شعار: «آزادی، برابری و برادری» در فرانسه شد.[۱۵]
در ژاپن، این شعار همچنان در ماده سیزده فصل سوم قانون اساسی سال ۱۹۴۷م، یافت می‌شود.[۱۶] همین شعار در سال ۱۹۴۵م، توسط هو شی مین در اعلام استقلال ویتنام شمالی، سر داده شد.[۱۷] در نخستین کنگرهٔ قاره‌ای همین شعار، به نوعی در قطعنامهٔ حقوق استعمارات، به صورت: «جان، مال و آزادی» تکرار شد. همچنین در اعلامیهٔ جهانی حقوق بشر آمده است: «هر کس حق زندگی، آزادی و امنیت شخصی دارد». که باز یادآور همین شعار است.
- اعلامیهٔ حقوق بشر و شهروند، در سال ۱۷۸۹م، یکی از اسناد انقلاب فرانسه است که در آن، مجموعه‌ای از حقوق فردی و جمعی مردم عادی وصف شده است.
- منشور حقوق ایالات متحدهٔ آمریکا، بین سال‌های ۱۷۸۹ تا ۱۷۹۱م، در ۱۰ اصلاحیهٔ اول قانون اساسی ایالات متحدهٔ آمریکا، به تعریف از آن دسته از حقوق شخصی می‌پردازد که دولت از مداخله در آن‌ها منع شده است. از جملهٔ این حقوق، یکی حق مالکیت و حمل اسلحه و دیگری حق تشکیل هیئت منصفه در محاکمات است.
- اعلامیهٔ جهانی حقوق بشر در سال ۱۹۴۸م، مجموعه‌ای از قوانین ارشد، که دولت‌ها، سازمان‌ها و افراد، در تعامل با یکدیگر، موظف به رعایتشان هستند را معرفی کرده و حقوق برابر و سلب‌ناپذیر همهٔ اعضای خانوادهٔ بشری را اساس برقراری صلح، عدالت و آزادی در جهان قرار می‌دهد.
- در سال ۱۹۵۰م، کنوانسیون اروپایی حقوق بشر، به ابتکار شورای اروپا، برای حمایت از آزادی‌ها و حقوق اساسی بشر، به تصویب رسید.
- میثاق بین‌المللی حقوق مدنی و سیاسی که در سال ۱۹۶۶م، از تصویب سازمان ملل متحد گذشت، ادامه و در مسیر تکمیل اعلامیهٔ جهانی حقوق بشر است و به شرح حقوق مدنی و سیاسی افراد می‌پردازد.
- میثاق بین‌المللی حقوق اقتصادی، اجتماعی و فرهنگی، مصوب سال ۱۹۶۶م، پیرو دیگر اعلامیه‌های جهانی حقوق بشر، به شرح حقوق اقتصادی، اجتماعی و فرهنگی افراد و مؤسسات می‌پردازد.
- منشور حقوق و آزادی‌های کانادا در سال ۱۹۸۲م، برای محافظت از حقوق شهروندان کانادایی در برابر اقدامات و سیاست‌های دولت، در تمام سطوح، به تصویب رسید.[۱۸]
- منشور حقوق بنیادین اتحادیهٔ اروپا که در سال ۲۰۰۰م به تصویب رسید، یکی از جدیدترین اسناد حقوقی در زمینهٔ شرح حقوق بشر است.